# Gigurros
Los gigurros o gigurri según Plinio (Nat. Tu, 4, 28) o egurnion según Ptolomeo (Ptol. ll, 6, 37) eran un pueblo de los Astures Augustanos, situado probablemente en la comarca de Valdeorras (Orense), que ha preservado su nombre. 
Se documentan tanto epigráficamente como en autores antiguos. CIL II, 2610 habla de un Reburro Fabro / Gigvrro Calvbrigen(si), y además están los testimonios de varios autores: Plinio (Nat. Hist. 3, 28) que cita entre los populi noroccidentales a los Gigurri; Ptolomeo (Geogr. 2, 6) que sitúa entre las ciudades astures del interior el Forum Gigurrorum; el Itinerario Antonino (428, 7), que menciona el lugar de mercado Forum Gigurrorum, y finalmente el Anónimo de Rávena (4, 45) que habla de un Foro Gigurnion. En el bronce de Bembibre o Edicto Imperial de Augusto hallado en Bembibre se habla de unos Aiiobrigiaecinos ex gente Gigvrrorvm.

## Etimología
Un dato lingüístico sorprendente, que se repite en toda el área occidental de la cornisa cantábrica, es la aparición de una serie de etnónimos, transmitidos tanto por las fuentes clásicas como por la epigrafía, que terminan en –urro- o –arro- (Seurros, Iburros, Egovarros, Susarros, Gigurros, etc.). Provoca cierta perplejidad encontrar aquí, en el lugar que deberían ocupar sufijos conocidos, un sufijo –urro, desconocido en celta común, e inexplicable tanto fonética como morfológicamente, desde el punto de vista indoeuropeo. Quizá por esto, la etimología de estos nombres ha dado lugar a las más diversas teorías. 
Sugiere E. Bascuas, aunque sin mucha convicción y entre otras posibilidades, que estamos ante una forma *gigur “ganso”, relacionada con una forma proto-celta *giguranos ‘ganso salvaje’ (antiguo irlandés Gigren, Giugrann ‘ganso’ y galés Gwyrain `pato salvaje’) con lo que este pueblo de los astures serían sencillamente ‘los gansos’. Adoptar el nombre de animales totémicos, y más concretamente de aves, no es extraño en la etnonimia peninsular (ej: Turdulos y Lougeos) sin embargo falta documentación de esta palabra en celta continental, de manera que la adscripción de la forma completa *giguranos a fecha celta primitiva puede ser precipitada.
Otros han señalado el carácter fluvial del sufijo –urros, a partir de la etimología de los también astures Iburros, cuyo nombre se ha intentado explicar desde un hidrónimo *Ibia, extendido en *Ibura, con el significado de ‘los ribereños del río Ibura’. Así los Gigurros serían 'los ribereños del río *Cigia', extendido en *Cigura, hidrónimo ya consignado entre los astures (río Cea en León < Cigia) y vecinos (río Cega en Segovia). Juan L .García Alonso establece como étimo la forma *Cic-y-a y la hace derivar de la raíz *Kik- ‘brotar, chorrear’ consignada en el viejo irlandés cich ‘mama’, galés cig ‘ubre’, córnico chic y bretón quic, además de en el topónimo británo de Cicucium y otros muchos del área céltica compilados por Alfred Holder.
La mutación de la raíz *Cigia > *Gigia respondería al fenómeno de sonorización secundaria de oclusiva sorda inicial contemplado por De Bernardo para el Hispano-celta occidental, y no presenta objeciones. Teniendo en cuenta que los desarrollos nasales suelen actuar con función locativa (Tamag-ones, 'los del Tamega'; Sel-inos, 'los del Salia') la forma original podría reconstruirse como Cigur(i)nos o Gigur(i)nos, coincidente por otra parte con el “Foro Gigurnion” que transcribe el anónimo de Ravenna (4,45). Sin embargo, la sufijación –urro, seguiría sin encontrar explicación satisfactoria. Para ello, habría que partir de una disimilación de la forma –urros < -*ur(i)nos, no constatada. 
Por último, B. M. Prósper, retomando la hipótesis de Bascuas defiende que la forma hispano-celta occidental *gigurro pudo proceder directamente de *gigur-yo con significado de "los que gritan" y que por tanto se habría formado directamente y en paralelo a *gigur-ano, que sería en todo caso creación ya del celta insular, probablemente de carácter adjetival luego convertido en la designación del ánsar. Para ello, e intentando dar una explicación satisfactoria a los sufijos geminados -urro, plantea la hipótesis de la existencia de una ley que partiendo de un fenómeno fonético trivial, supondría la asimilación de –ry- > -rr-. Este cambio fonético no sería ni mucho menos general, ni siquiera en el Noroeste, y se circunscribiría a un área definida y a un grupo lingüístico muy determinado.

## Territorio
Los gigurros ocupaban el extremo oriental de la actual provincia de Orense y el suroeste de la comarca de El Bierzo en la actual provincia de León. El nombre de la hoy comarca de Valdeorras es una continuación del nombre de tal pueblo (Giorres, Eurres y Iorres en la Alta Edad Media, más tarde "Vall(e) de Iorres", y hasta el siglo XIX Valdiorres, que alternará con Valdeorras), pero los límites antiguos son desconocidos. Su capital era "Forum Gigurrorum", cerca de A Rua.

## Religión
Sabemos del culto al dios Cosso (Conso en una forma más primitiva) que los emparenta con los Susarros del norte y con los Callaecos lucenses.

CONSO / S[- - -]ENSI / P(VBLIVS) ARQVIVS / CLEMENS / GIGVRRVS
 (León, El Bierzo, Puente de Domingo Flórez)

El teónimo indígena Conso era desconocido bajo esta forma, aunque sí en otras grafías derivadas de Cosus. El epíteto no se puede resolver satisfactoriamente, aunque se podría proponer S[ariur]ensi, S[apiur]ensi o S[upiur]ensi. El dedicante es un indígena romanizado, del área de los Gigurri. Por la paleografía y la disposición de los elementos en el epígrafe se fecharía en el segundo tercio del siglo I d. C.
Conso con grafía -ns- debe interpretarse como una forma menos evolucionada que las más frecuentes Coso, Cossue, etc., previa a la asimilación del grupo -ns- en -ss-. La aparición de esta forma viene a apoyar la etimología de la divinidad como derivado de *kom-dhH1 - y con el significado de «confluencia» propuesta por B. Prósper.
También del culto a un dios desconocido y local denominado Tiro Tilleno, que podría estar en relación con la inscripción del Marte Tileno encontrada en Quintana del Marco (León).
Q(uintus) Iul/[ius] Tiro / Tilleno / v(otum) s(olvit) l(ibens) m(erito) (Ourense, Barco de Valdeorras).

## Modo de vida
Vivían, como los otros pueblos astures, en castros. Con la llegada y conquista por parte de los romanos y la posterior romanización, su centro se erigió en "Forum Gigurrorum", cerca de A Rua, una estación sobre la vía XVIII, que unía Bracara Augusta (Braga) con Asturica Augusta (Astorga), capital del convento jurídico asturicense, del que formaban parte los gigurri.
Su importancia debió ser grande por cuanto los romanos crearon un Ala I Gigurrorum, lo que suponía un aporte de 500 jinetes, que en principio debían salir de los propios gigurri. Sin embargo un epígrafe procedente del castro de Cabanca revela un decurión del ala, Icascaen, del pueblo Tamagani, localizado en el valle de Verín.
A lo largo de la época romana el territorio de los gigurri es un centro de explotación aurífera, con conocidos centros mineros, aunque los dos más famosos, están en los confines del Valdeorras actual: Las Médulas, Patrimonio de la Humanidad, municipio de Carucedo, en la comarca de El Bierzo, León, enormes minas explotadas a partir del sistema "ruina montium", y el túnel de Montefurado, Quiroga, Lugo, una perforación destinada a desviar el cauce del río Sil. Aunque varias de las minas debieron de ser abandonadas a partir del siglo III d. C., la producción, en menor escala, continuaría posteriormente, como lo demuestra que durante el período visigótico se acuña moneda, bajo Viterico, Sisebuto y Suintila, con la leyenda Georres / Giorres, como en ese momento es conocido el territorio.